# Harzers
Harzers ist eine Einzelsiedlung auf der Gemarkung Haidgau von Bad Wurzach im Landkreis Ravensburg.

## Lage
Harzers liegt auf dem Haidgauer Berg, der wiederum Teil des Haisterkircher Rückens ist. Die Ortschaft liegt im Naturraum Riß-Aitrach-Platten (Naturraum-Nr. 41), welcher Teil der Großlandschaft Donau-Iller-Lech-Platte (Großlandschaft-Nr. 4) ist.
Geografisch befindet sich Harzers etwa:  
- 200 m westlich von Gores
- 560 m nordöstlich von Winkelbauren
- 1,3 km nordöstlich von Ehrensberg
- 1,2 km nordwestlich des Ortskerns von Haidgau
- 1,7 km südwestlich von Haisterkirch[3]

Die Einöde liegt zudem im Gewässereinzugsgebiet der Aitrach, an der Grenze zum Einzugsgebiet der Osterhofer Ach. Etwa 350 Meter nordöstlich von Harzers treffen diese beiden Einzugsgebiete mit dem Einzugsgebiet des Wengener Mühlbachs (einem Nebenfluss der Aitrach) zusammen.

## Verkehrsanbindung
Harzers ist über die Landesstraße L 300 an das Straßennetz angebunden, Diese Straße führt von Haisterkirch (im Nordwesten) über Harzers nach Haidgau (im Südosten) führt. 
Alternativ gibt es Gemeindeverbindungswege: Einer führt über Gores und den Winterbrandhof nach Haidgau, ein weiterer über Winkelbauren und Schneidermändle nach Ehrensberg. 

### Öffentlicher Personennahverkehr
Die nächstgelegene Bushaltestelle, Bad Wurzach Haidgau Brand, liegt etwa 100 Meter südwestlich von Harzers. Der nächst Bahnhaltepunkt ist in Bad Waldsee. Dieser ist ca. 5,7 km entfernt, mit dem Fahrrad etwa 7,9 km.

### Radverkehr
In Harzers selbst gibt es keine Rad- oder Gehwege. Die nächste Anbindung an das RadNETZ BW ist bei Haisterkirch bzw. der Wendelinuskapelle bei Haisterkirch. Laut Radroutenplaner beträgt die Strecke dorthin über Ehrensberg 3,8 km, wobei 13 Höhenmeter bergauf und 116 Höhenmeter bergab zu überwinden sind.
Nach Haidgau kommt man mit dem Fahrrad über den Gemeindeverbindungsweg, der über Schuhjoggens, den Winterbrandhof und Göglers verläuft.